# Aquinis
Aquinis (em turco: Akinis), historicamente chamada Ace (em latim: Ace) ou Aque (em armênio: Ակե; romaniz.: Akē), é uma vila da Turquia situada na província de Vã, no distrito de Bascale. Localiza-se no curso superior do Grande Zabe, ao sul da cidade de Bascale. Fez parte do distrito histórico de Ace, na província de Vaspuracânia do Reino da Armênia, que pertencia a uma das famílias principescas (nacarares) do reino. De acordo com Moisés de Corene, no século VI possuía um presbitério e era sede de uma diocese eclesiástica.